# Milan Football Club 1927-1928
Questa voce raccoglie le informazioni riguardanti il Milan Football Club nelle competizioni ufficiali della stagione 1927-1928.

## Stagione

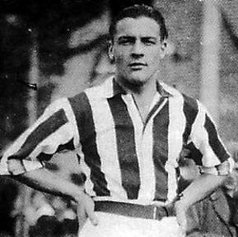
Piero Pastore alla Juventus negli anni venti. Giocò nel Milan dal 1927 al 1929 e dal 1931 al 1932.

In questa stagione la dirigenza rossonera appronta un calciomercato votato nuovamente al miglioramento della rosa. Tra gli altri, vengono tesserati Giuseppe Torriani, Abdon Sgarbi, Dario Compiani, Mariano Tansini e Piero Pastore. Alla guida tecnica del Milan c'è ancora l'inglese Herbert Burgess. I nuovi innesti fanno ben sperare la dirigenza e i tifosi, che si aspettano una stagione ricca di soddisfazioni.
Nel complesso, sono 22 le squadre, divise in due gironi, che concorrono per qualificarsi per il girone finale, formato da 8 compagini, in cui verrà messo in palio il titolo nazionale. Il campionato del Milan è buono: nel girone di qualificazione giunge 4º impressionando positivamente gli addetti ai lavori e i tifosi, mentre nel girone finale, anche a causa di un momento di flessione, arriva 6º.

## Divise
| Casa | Trasferta |

## Organigramma societario
Area direttiva
- Presidente: Piero Pirelli
- Vice presidenti: Giuseppe Lavezzari e Mario Benazzoli
- Segretario: Mario Beltrami

Area tecnica
- Direttore sportivo: Innocente Corti
- Allenatore: Herbert Burgess

## Rosa
| N. |                   | Ruolo | Calciatore              |
| -- | ----------------- | ----- | ----------------------- |
|    | Italia (bandiera) | P     | Giuseppe Carmignato     |
|    | Italia (bandiera) | P     | Dario Compiani          |
|    | Italia (bandiera) | D     | Gianangelo Barzan       |
|    | Italia (bandiera) | D     | Vinicio Colombo         |
|    | Italia (bandiera) | D     | Osvaldo Mazzi           |
|    | Italia (bandiera) | D     | Luigi Perversi          |
|    | Italia (bandiera) | D     | Francesco Pomi          |
|    | Italia (bandiera) | D     | Alessandro Schienoni    |
|    | Italia (bandiera) | C     | Tiziano Ballarin        |
|    | Italia (bandiera) | C     | Alfredo De Franceschini |

| N. |                    | Ruolo | Calciatore              |
| -- | ------------------ | ----- | ----------------------- |
|    | Italia (bandiera)  | C     | Luigi Giunta            |
|    | Italia (bandiera)  | C     | Giuseppe Marchi         |
|    | Italia (bandiera)  | C     | Abdon Sgarbi (capitano) |
|    | Italia (bandiera)  | A     | Stefano Aigotti         |
|    | Austria (bandiera) | A     | Rodolfo Ostromann       |
|    | Italia (bandiera)  | A     | Paride Pasqualetto      |
|    | Italia (bandiera)  | A     | Piero Pastore           |
|    | Italia (bandiera)  | A     | Giuseppe Santagostino   |
|    | Italia (bandiera)  | A     | Mariano Tansini         |
|    | Italia (bandiera)  | A     | Giuseppe Torriani       |

## Calciomercato
| Acquisti | Acquisti          | Acquisti  | Acquisti |
| R.       | Nome              | da        | Modalità |
| -------- | ----------------- | --------- | -------- |
| A        | Stefano Aigotti   | Reggiana  | -        |
| P        | Dario Compiani    | Cremonese | -        |
| C        | Luigi Giunta      | Juventus  | -        |
| A        | Piero Pastore     | Juventus  | -        |
| C        | Abdon Sgarbi      | SPAL      | -        |
| A        | Mariano Tansini   | Cremonese | -        |
| C        | Giuseppe Torriani | Juventus  | -        |

| Cessioni | Cessioni           | Cessioni    | Cessioni |
| R.       | Nome               | a           | Modalità |
| -------- | ------------------ | ----------- | -------- |
| D        | Giovanni Bolzoni   | US Milanese | -        |
| A        | Carlo Cevenini     | Lazio       | -        |
| C        | Dario Gay          | Bari        | -        |
| C        | Guglielmo Gajani   | Inter       | -        |
| C        | Árpád Hajós        | Reggiana    | -        |
| A        | Alessandro Savelli | Inter       | -        |

## Risultati

### Divisione Nazionale - girone A

#### Girone A

##### Girone di andata
| 25 settembre 1927 1ª giornata |  | – Turno di riposo del Milan |  |  |

| Arbitro: | Osti (Ferrara) |

|                                               |           |               |
| Torriani 18’, 52’, 64’ Aigotti 70’ Patore 83’ | Marcatori | 41’ Sallustro |

| Arbitro: | Garbieri (Genova) |

|                 |           |                           |
| Pastore 8’, 30’ | Marcatori | 53’ Bresciani 73’ Benatti |

| Arbitro: | Barlassina (Novara) |

|           |           |             |
| Sereno 3’ | Marcatori | 32’ Aigotti |

| Arbitro: | Sganzetta (Torino) |

|                        |           |                   |
| Sgarbi 24’ Aigotti 82’ | Marcatori | 85’ Rocco Ranelli |

| Arbitro: | Mattea (Casale Monf.) |

|              |           |             |
| Torriani 47’ | Marcatori | 16’ Puerari |

| Arbitro: | Medica (Bologna) |

|                           |           |             |
| Lamon 48’, 82’ Sanero 80’ | Marcatori | 90’ Tansini |

| Arbitro: | Lenti (Genova) |

|                           |           |                          |
| Ostromann 1’ Torriani 78’ | Marcatori | 42’ Cattaneo 84’ Ferrari |

| Arbitro: | Mattea (Casale Monferrato) |

|                              |           |               |
| Fayenz 74’ Marchi 85’ (aut.) | Marcatori | 61’ Ostromann |

| Arbitro: | Malagodi (Ferrara) |

|                  |           |                                          |
| Santagostino 84’ | Marcatori | 11’ Libonatti 41’ (rig.), 43’ Baloncieri |

| Arbitro: | Gamberini (Bologna) |

|                |           |                                        |
| E. Frisoni 68’ | Marcatori | 36’ Pasqualetto 39’ Sgarbi 80’ Pastore |

##### Girone di ritorno
| 18 dicembre 1927 12ª giornata |  | – Turno di riposo Milan |  |  |

| Arbitro: | R. Barlassina (Novara) |

|               |           |                           |
| Sallustro 40’ | Marcatori | 11’ Aigotti 32’ Ostromann |

| Arbitro: | Mattea (Casale Monferrato) |

|  |           |                  |
|  | Marcatori | 30’, 79’ Aigotti |

| Arbitro: | Lenti (Genova) |

|                     |           |  |
| G. Santagostino 55’ | Marcatori |  |

| Arbitro: | Lenti (Genova) |

|  |           |             |
|  | Marcatori | 7’ Torriani |

| Arbitro: | Barlassina (Novara) |

|               |           |              |
| E. Bodini 48’ | Marcatori | 26’ Torriani |

| Arbitro: | Osti (Ferrara) |

|                       |           |            |
| Santagostino 12’, 57’ | Marcatori | 60’ Ottier |

| Alessandria 12 febbraio 1928 19ª giornata | Alessandria       | 0 – 0 | Milan | Campo degli Orti\| Arbitro: \| Garbieri (Genova) \| |
| Arbitro:                                  | Garbieri (Genova) |       |       |                                                     |

| Arbitro: | Medica (Bologna) |

|                                 |           |  |
| Torriani 21’, 63’ Ostromann 48’ | Marcatori |  |

| Arbitro: | Dani (Genova) |

|                              |           |  |
| Libonatti 43’ Baloncieri 66’ | Marcatori |  |

| Arbitro: | Montessoro (Torino) |

|                                                 |           |                 |
| Pastore 13’, 88’ Santagostino 35’ Ostromann 65’ | Marcatori | 37’ A. Prosperi |

#### Girone finale

##### Girone di andata
| Arbitro: | Turbiani (Ferrara) |

|  |           |              |
|  | Marcatori | 60’ Torriani |

| Arbitro: | Mattea (Casale Monferrato) |

|                  |           |          |
| Santagostino 66’ | Marcatori | 5’ Perin |

| Arbitro: | Garbieri (Genova) |

|                            |           |                           |
| Mattea 43’ Migliavacca 52’ | Marcatori | 42’ Ostromann 84’ Pastore |

| Arbitro: | Barlassina (Novara) |

|                      |           |                          |
| G. Chiecchi 35’, 43’ | Marcatori | 4’ Ostromann 77’ Pastore |

| Arbitro: | Turbiani (Ferrara) |

|                  |           |                       |
| Santagostino 11’ | Marcatori | 9’ Meazza 66’ Rivolta |

| Arbitro: | Mattea (Casale Monferrato) |

|                       |           |  |
| Pastore 31’, 60’, 89’ | Marcatori |  |

| Arbitro: | Barlassina (Novara) |

|                                           |           |  |
| Vezzani 26’ G. Rossetti 66’ Libonatti 88’ | Marcatori |  |

##### Girone di ritorno
| Arbitro: | Osti (Ferrara) |

|                                           |           |             |
| Torriani 27’ Pastore 47’ Santagostino 58’ | Marcatori | 24’ Vojak I |

| Arbitro: | Malagodi (Ferrara) |

|                                                    |           |  |
| Schiavio 15’, 89’ Busini III 29’, 61’ Busini I 80’ | Marcatori |  |

| Arbitro: | Asei Conte (Vercelli) |

|             |           |                            |
| Aigotti 84’ | Marcatori | 18’ Chiecchi III 39’ Catto |

| Arbitro: | Turbiani (Ferrara) |

|                        |           |  |
| Sgarbi 17’ Pastore 89’ | Marcatori |  |

| Arbitro: | Carraro (Padova) |

|                                |           |                      |
| Castellazzi 22’ Bernardini 50’ | Marcatori | 5’, 65’, 77’ Aigotti |

| Arbitro: | Galassi (Torino) |

|                           |           |  |
| Borelli 7’ Banchero I 66’ | Marcatori |  |

| Arbitro: | Osti (Ferrara) |

|                          |           |                                   |
| Tansini 23’ Torriani 67’ | Marcatori | 63’ Vezzani 80’ (rig.) Baloncieri |

## Statistiche

### Statistiche di squadra
| Competizione                   | Punti | In casa | In casa | In casa | In casa | In casa | In casa | In trasferta | In trasferta | In trasferta | In trasferta | In trasferta | In trasferta | Totale | Totale | Totale | Totale | Totale | Totale | DR |
| Competizione                   | Punti | G       | V       | N       | P       | Gf      | Gs      | G            | V            | N            | P            | Gf           | Gs           | G      | V      | N      | P      | Gf     | Gs     | DR |
| ------------------------------ | ----- | ------- | ------- | ------- | ------- | ------- | ------- | ------------ | ------------ | ------------ | ------------ | ------------ | ------------ | ------ | ------ | ------ | ------ | ------ | ------ | -- |
| Divisione Nazionale - girone A | 40    | 17      | 9       | 5       | 3       | 36      | 20      | 17           | 6            | 5            | 6            | 20           | 27           | 34     | 15     | 10     | 9      | 56     | 47     | +9 |

### Statistiche dei giocatori
| Giocatore          | Divisione Nazionale | Divisione Nazionale |
| Giocatore          | Presenze            | Reti                |
| ------------------ | ------------------- | ------------------- |
| S. Aigotti         | 17                  | 10                  |
| T. Ballarin        | 2                   | 0                   |
| G. Barzan          | 2                   | 0                   |
| G. Carmignato      | 4                   | -6                  |
| V. Colombo         | 27                  | 0                   |
| D. Compiani        | 30                  | -41                 |
| A. De Franceschini | 16                  | 0                   |
| L. Giunta          | 1                   | 0                   |
| G. Marchi          | 22                  | 0                   |
| O. Mazzi           | 1                   | 0                   |
| R. Ostromann       | 22                  | 7                   |
| P. Pasqualetto     | 15                  | 1                   |
| P. Pastore         | 30                  | 13                  |
| L. Perversi        | 6                   | 0                   |
| F. Pomi            | 32                  | 0                   |
| G. Santagostino    | 27                  | 8                   |
| A. Schienoni       | 33                  | 0                   |
| A. Sgarbi          | 31                  | 3                   |
| M. Tansini         | 22                  | 2                   |
| G. Torriani        | 34                  | 12                  |